# Eduardo Gallo
Pour les articles homonymes, voir Espinosa.
Eduardo Gallo Espinosa, né le 19 novembre 1984 à Salamanque (Espagne), est un matador espagnol.

## Biographie
Eduardo Gallo a fortement impressionné lors de ses débuts comme novillero, ce qui l’a amené très rapidement à l’alternative. Trop rapidement diront certains, car en 2005, il a largement marqué le pas : le jeune surdoué n’était plus qu’un matador parmi tant d’autres. En 2006, il semble toutefois qu’il ait pour une grande part retrouvé ses dons, laissant penser que ses difficultés de 2005 n’étaient que passagères.

### Carrière
- Débuts en novillada avec picadors : Bourg-Madame (France, département des Pyrénées-Orientales) le 5 juillet 2003 aux côtés de Jonathan Veyrunes et Fernando Cruz. Novillos de la ganadería de Valdefresno.
- Présentation à Madrid : 17 mai 2004, aux côtés de Luis Bolívar et Sergio Marín. Quatre novillos de la ganadería de Román Sorando, un de la ganadería de Navalrosal et un de la ganadería de Alejandro Vázquez.
- Alternative : Saint-Sébastien (Espagne, province du Guipuscoa), le 9 août 2004. Parrain, César Rincón ; témoin, « El Juli ». Taureaux de la ganadería de El Torero.
- Confirmation d’alternative à Madrid : 18 mai 2005. Parrain, César Rincón ; témoin, « El Cid ». Cinq taureaux de la ganadería de Alcurrucén et un sobrero de la ganadería de López Gibaja.